# جون أندرسون (ممثل)
جون أندرسون (بالإنجليزية: John Anderson)‏ مواليد 20 أكتوبر 1922 في إلينوي، الولايات المتحدة - الوفاة 7 أغسطس 1992 في شيرمان أوكس، الولايات المتحدة، هو ممثل ومخرج أمريكي بدأ مسيرته الفنية سنة 1950. امتدت مسيرته الفنية لأكثر من 42 عاما. من أعماله سايكو، غان سموك وذا ريفلمان.

## روابط خارجية
- جون أندرسون على موقع IMDb (الإنجليزية)
- جون أندرسون على موقع ألو سيني (الفرنسية)
- جون أندرسون على موقع أول موفي (الإنجليزية)
- جون أندرسون على موقع قاعدة بيانات برودواي على الإنترنت (الإنجليزية)
- جون أندرسون على موقع قاعدة بيانات الأفلام السويدية (السويدية)
- جون أندرسون على موقع إن إن دي بي (الإنجليزية)
- جون أندرسون على موقع قاعدة بيانات الفيلم (الإنجليزية)
- جون أندرسون على موقع كينوبويسك (الروسية)